# Hieronymos av Syrakusa
Hieronymos av Syrakusa, död 214 f.Kr. var en grekisk tyrann i Syrakusa.
Hieronymos var son till Gelon, och blev 215 f.Kr. tyrann i Syrakusa. Han var svag för prakt och sått, övermodig och godtycklig. Då en sammansvärjning bildades mot honom, anslöt han sig till Karthago, vilket ledde till krig med Rom.